# Combat de N'Tillit
Guerre du Mali
Batailles
Le combat de N'Tillit se déroule le 16 octobre 2014, lors de la guerre du Mali.

## Déroulement
Le combat a lieu alors que l'État malien et les groupes armés rebelles et loyalistes sont en pourparlers à Alger. L'affrontement s'engage le matin du 16 octobre 2014, lorsque des hommes de la milice loyaliste du GATIA attaquent un poste du MNLA à N'Tillit.
Le GATIA revendique l'attaque et affirme avoir agi en représailles au désarmement à son domicile de l'un de ses combattants par des hommes du MNLA. Cela est vécu comme une « provocation » et une « humiliation » inacceptable par les miliciens loyalistes.
Dans son communiqué le MNLA affirme avoir été attaqué par des forces du GATIA, soutenues à la fin des combats par l'armée malienne qui engage plusieurs blindés. Mais cette dernière nie toute implication, ce que le GATIA confirme,,. Le général malien Didier Dacko déclare que l'armée ne contrôle pas les milices pro-gouvernementales.
Selon les déclarations à l'AFP de membres de la MINUSMA, le combat oppose deux factions de la tribu touarègue des Imghad, l'une combattant pour les loyalistes, l'autre pour les rebelles. Lors des affrontements, le MNLA aurait bénéficié du renfort de combattants d'une autre tribu, tandis que des hommes du MAA loyaliste seraient également venus épauler les hommes du GATIA.
D'après les rebelles, les assaillants engagent neuf ou vingt pick-ups,. L'affrontement dure plus de six heures, le MNLA affirme avoir combattu jusqu'à 17h30. Les loyalistes prennent l'avantage et s'emparent de N'Tillit. Le GATIA affirme en avoir pris le contrôle à 18 heures. Le MNLA reconnait avoir abandonné le village dans la soirée, estimant que le rapport de forces était disproportionné et en sa défaveur. Le GATIA affirme également avoir pris le contrôle de la commune voisine de Tessit.
Un détachement de casques bleus nigériens de la MINUSMA arrive à N'Tillit dans la soirée. Un drone et des hélicoptères AH-64 Apache néerlandais sont également dépêchés, ainsi qu'une équipe mixte d'observation et de vérification chargée de négocier un retour au calme entre les belligérants,.

## Pertes
Le soir du combat, selon une source militaire africaine onusienne de l'AFP, le bilan est d'au moins quatre morts du côté du MNLA et de trois tués pour le GATIA, sans compter six blessés dans les deux camps.
De son côté le MNLA affirme dans un communiqué que le bilan est de deux morts et trois blessés pour ses hommes contre 14 tués et neuf blessés chez le GATIA, dont Iliass Ag Intikwa, le chef des assaillants.
Le gouvernement malien publie un communiqué le 17 octobre dans lequel il condamne les violences, affirme que l'armée n'est pas intervenue, présente ses condoléances aux familles des victimes et réitère son intention de poursuivre les pourparlers de paix.